# Теорема Паша
Теорема Паша — один из примеров утверждения в евклидовой геометрии, которое не может быть выведено из постулатов Евклида.
Установлена Морицем Пашем в 1882 году.
В аксиоматике Гильберта теорема Паша выводится, в частности, из аксиомы Паша.

## Формулировка
Если точки {\displaystyle A}, {\displaystyle B}, {\displaystyle C} и {\displaystyle D} лежат на прямой и известно, что {\displaystyle B} лежит между {\displaystyle A} и {\displaystyle C}, a {\displaystyle C} лежит между {\displaystyle B} и {\displaystyle D}, тогда {\displaystyle B} лежит между {\displaystyle A} и {\displaystyle D}.